# 고양시의 행정 구역

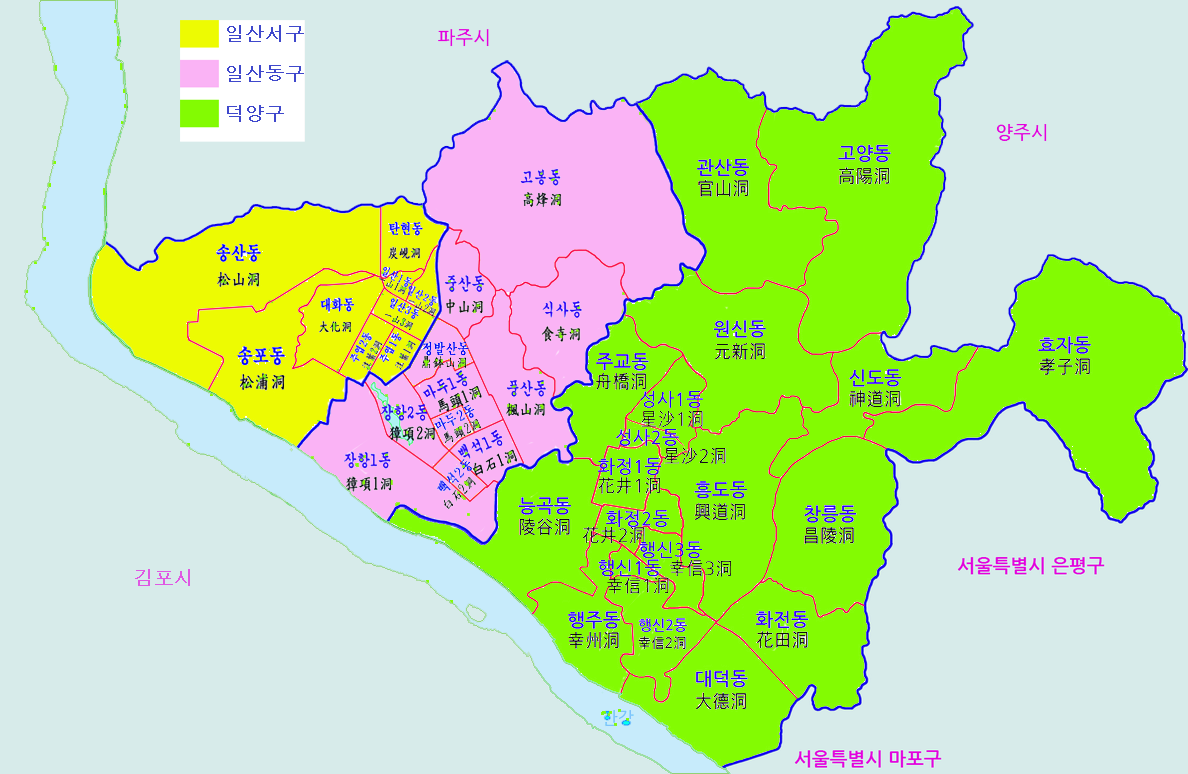
고양시의 행정구역

고양시의 행정 구역은 3개 일반구와 44개 행정동으로 이루어져 있다. 일산동구와 일산서구는 일산신도시 및 구 일산읍 시가지 등의 지역이며, 덕양구에는 구도심이었던 원당 지역(주교동, 성사동 등) 및 화정·행신지구 등이 있다. 3구 44동 865통 5,476반으로 이루어져 있으며, 이중 덕양구가 21동, 일산동구가 12동, 일산서구가 11동이다.

## 행정 구역

### 덕양구
2012년 8월 1일 기준으로 인구 및 면적은 다음과 같다.
| 행정동  | 한자    | 면적   | 세대    | 인구    | 행정 지도 |
| ------- | ------- | ------ | ------- | ------- | --------- |
| 주교동  | 舟橋洞  | 5.62   | 8,279   | 19,964  |           |
| 원신동  | 元新洞  | 12.69  | 979     | 2,170   |           |
| 흥도동  | 興道洞  | -      | -       | -       |           |
| 성사1동 | 星沙1洞 | 2.18   | 10,820  | 26,541  |           |
| 성사2동 | 星沙2洞 | 0.92   | 4,761   | 12,922  |           |
| 효자동  | 孝子洞  | 25.34  | 1,555   | 3,168   |           |
| 삼송1동 | 三松1洞 | -      | -       | -       |           |
| 삼송2동 | 三松2洞 | -      | -       | -       |           |
| 창릉동  | 昌陵洞  | 11.57  | 2,118   | 4,178   |           |
| 고양동  | 高陽洞  | 25.03  | 12,825  | 33,615  |           |
| 관산동  | 官山洞  | 15.05  | 11,809  | 28,904  |           |
| 능곡동  | 陵谷洞  | 13.77  | 8,160   | 20,277  |           |
| 화정1동 | 花井1洞 | 2.31   | 16,561  | 43,659  |           |
| 화정2동 | 花井2洞 | 1.94   | 12,584  | 36,704  |           |
| 행주동  | 幸州洞  | 6.01   | 10,397  | 23,322  |           |
| 행신1동 | 幸信1洞 | 0.69   | 9,223   | 25,829  |           |
| 행신2동 | 幸信2洞 | 4.28   | 13,667  | 37,820  |           |
| 행신3동 | 幸信3洞 | -      | -       | -       |           |
| 행신4동 | 幸信4洞 | -      | -       | -       |           |
| 화전동  | 花田洞  | 7.30   | 2,846   | 5,293   |           |
| 대덕동  | 大德洞  | 10.79  | 2,213   | 4,861   |           |
| 덕양구  | 德陽區  | 165.51 | 152,459 | 390,827 |           |

| 행정동  | 법정동                                                                |
| ------- | --------------------------------------------------------------------- |
| 주교동  | 주교동(舟橋洞)                                                        |
| 원신동  | 원당동(元堂洞), 신원동(新院洞)                                        |
| 흥도동  | 성사동(星沙洞) (일부), 도내동(道乃洞), 원흥동(元興洞) (일부)          |
| 성사1동 | 성사동(星沙洞) (일부)                                                 |
| 성사2동 | 성사동(星沙洞) (일부)                                                 |
| 효자동  | 효자동(孝子洞), 북한동(北漢洞), 지축동(紙杻洞) (일부)                 |
| 삼송1동 | 삼송동(三松洞) (일부), 오금동(梧琴洞), 지축동(紙杻洞) (일부)          |
| 삼송2동 | 삼송동(三松洞) (일부), 원흥동(元興洞) (일부)                          |
| 창릉동  | 동산동(東山洞), 용두동(龍頭洞)                                        |
| 고양동  | 고양동(高陽洞), 선유동(仙遊洞), 벽제동(碧蹄洞), 대자동(大慈洞) (일부) |
| 관산동  | 관산동(官山洞), 내유동(奈遊洞), 대자동(大慈洞) (일부)                 |
| 능곡동  | 토당동(土堂洞) (일부), 대장동(大壯洞), 내곡동(內谷洞), 신평동(新坪洞) |
| 화정1동 | 화정동(花井洞)                                                        |
| 화정2동 | 화정동(花井洞)                                                        |
| 행주동  | 토당동(土堂洞) (일부), 행주내동(幸州內洞), 행주외동(幸州外洞)         |
| 행신1동 | 행신동(幸信洞) (일부)                                                 |
| 행신2동 | 행신동(幸信洞) (일부), 강매동(江梅洞)                                 |
| 행신3동 | 행신동(幸信洞) (일부)                                                 |
| 행신4동 | 행신동(幸信洞) (일부)                                                 |
| 화전동  | 화전동(花田洞), 향동동(香洞洞)                                        |
| 대덕동  | 덕은동(德隱洞), 현천동(玄川洞)                                        |

### 일산동구
인구는 2012년 8월 1일을 기준으로 107,526세대, 280,180명으로 시의 28.9%를 차지하고 있다.
| 행정동   | 한자     | 면적  | 세대    | 인구    | 행정 지도 |
| -------- | -------- | ----- | ------- | ------- | --------- |
| 식사동   | 食寺洞   | 6.82  | 8,446   | 25,883  |           |
| 중산1동  | 中山1洞  | -     | -       | -       |           |
| 중산2동  | 中山2洞  | -     | -       | -       |           |
| 정발산동 | 鼎鉢山洞 | 1.53  | 10,942  | 29,115  |           |
| 풍산동   | 楓山洞   | 5.66  | 13,704  | 38,813  |           |
| 백석1동  | 白石1洞  | 1.77  | 10,941  | 28,310  |           |
| 백석2동  | 白石2洞  | 0.80  | 10,556  | 22,341  |           |
| 마두1동  | 馬頭1洞  | 2.21  | 9,314   | 27,862  |           |
| 마두2동  | 馬頭2洞  | 0.63  | 5,981   | 18,118  |           |
| 장항1동  | 獐項1洞  | 9.42  | 1,544   | 3,150   |           |
| 장항2동  | 獐項2洞  | 2.45  | 13,164  | 26,350  |           |
| 고봉동   | 高烽洞   | 24.96 | 6,506   | 15,157  |           |
| 일산동구 | 一山東區 | 59.10 | 107,526 | 280,180 |           |

| 행정동   | 법정동                                                                             |
| -------- | ---------------------------------------------------------------------------------- |
| 식사동   | 식사동(食寺洞)                                                                     |
| 중산1동  | 중산동(中山洞)                                                                     |
| 중산2동  | 중산동(中山洞)                                                                     |
| 정발산동 | 정발산동(鼎鉢山洞)                                                                 |
| 풍산동   | 풍동(楓洞), 산황동(山黃洞)                                                         |
| 백석1동  | 백석동(白石洞)                                                                     |
| 백석2동  | 백석동(白石洞)                                                                     |
| 마두1동  | 마두동(馬頭洞)                                                                     |
| 마두2동  | 마두동(馬頭洞)                                                                     |
| 장항1동  | 장항동(獐項洞)                                                                     |
| 장항2동  | 장항동(獐項洞)                                                                     |
| 고봉동   | 문봉동(文峰洞), 사리현동(沙里峴洞), 설문동(雪門洞), 성석동(城石洞), 지영동(芝英洞) |

### 일산서구
2012년 8월 1일을 기준으로 인구는 101,044세대, 288,064명이다.
| 행정동   | 한자     | 면적  | 세대    | 인구    | 행정 지도 |
| -------- | -------- | ----- | ------- | ------- | --------- |
| 일산1동  | 一山1洞  | 0.65  | 9,962   | 29,248  |           |
| 일산2동  | 一山2洞  | 0.82  | 8,773   | 22,606  |           |
| 일산3동  | 一山3洞  | 1.12  | 12,683  | 40,520  |           |
| 탄현1동  | 炭峴1洞  | -     | -       | -       |           |
| 탄현2동  | 炭峴2洞  | -     | -       | -       |           |
| 주엽1동  | 注葉1洞  | 0.97  | 11,129  | 32,046  |           |
| 주엽2동  | 注葉2洞  | 0.96  | 12,115  | 33,236  |           |
| 대화동   | 大化洞   | 3.78  | 13,422  | 34,553  |           |
| 송포동   | 松浦洞   | 13.16 | 5,935   | 17,790  |           |
| 덕이동   | 德耳洞   | -     | -       | -       |           |
| 가좌동   | 加佐洞   | -     | -       | -       |           |
| 일산서구 | 一山西區 | 42.80 | 102,672 | 291,694 |           |

| 행정동  | 법정동                                |
| ------- | ------------------------------------- |
| 일산1동 | 일산동(一山洞)                        |
| 일산2동 | 일산동(一山洞)                        |
| 일산3동 | 일산동(一山洞)                        |
| 탄현1동 | 탄현동(炭峴洞)                        |
| 탄현2동 | 탄현동(炭峴洞)                        |
| 주엽1동 | 주엽동(注葉洞)                        |
| 주엽2동 | 주엽동(注葉洞)                        |
| 대화동  | 대화동(大化洞) (일부)                 |
| 송포동  | 대화동(大化洞) (일부), 법곳동(法串洞) |
| 덕이동  | 덕이동(德耳洞)                        |
| 가좌동  | 가좌동(加佐洞), 구산동(九山洞)        |

## 역사
고봉현(高峰縣), 덕양현(德陽縣, 행주현은 덕양현에 이미 병합), 부원현(富原縣), 황조향(荒調鄕), 율악부곡(栗岳部曲) 등을 고양현으로 통폐합한 곳으로, 명칭은 조선 태종 13년(1413)에 고봉현의 '고'자와 덕양현의 '양'자를 합쳐서 만들어진 것이다.
- 1992년 2월 1일 고양군 일원을 관할로 고양시가 설치되었다.[4]

| 법률 제4417호 |                                       |                |                                       |
| 기존          | 기존                                  | 고양시 설치 후 | 고양시 설치 후                        |
| 행정구역      | 법정구역                              | 행정구역       | 법정구역                              |
| 고양군 원당읍 | 주교리·성사리 일부                    | 고양시 주교동  | 주교동·성사동 일부                    |
| 고양군 원당읍 | 주교리·성사리 일부                    | 고양시 성사동  | 주교동·성사동 일부                    |
| 고양군 원당읍 | 식사리                                | 고양시 식사동  | 식사동                                |
| 고양군 원당읍 | 원당리·신원리                         | 고양시 원신동  | 원당동·신원동                         |
| 고양군 원당읍 | 원흥리·도내리·성사리 일부             | 고양시 흥도동  | 원흥동·도내동·성사동 일부             |
| 고양군 신도읍 | 북한리·효자리·지축리 일부             | 고양시 효자동  | 북한동·효자동·지축동 일부             |
| 고양군 신도읍 | 지축리 일부·오금리·삼송리 일부        | 고양시 신도동  | 지축동 일부·오금동·삼송동 일부        |
| 고양군 신도읍 | 지축리 일부·삼송리 일부·동산리·용두리 | 고양시 창릉동  | 지축동 일부·삼송동 일부·동산동·용두동 |
| 고양군 일산읍 | 일산리 일부·탄현리                    | 고양시 일산동  | 일산동 일부·탄현동                    |
| 고양군 일산읍 | 일산리 일부·주엽리                    | 고양시 중동    | 일산동 일부·주엽동                    |
| 고양군 일산읍 | 장항리                                | 고양시 장항동  | 장항동                                |
| 고양군 일산읍 | 마두리                                | 고양시 백마동  | 마두동                                |
| 고양군 일산읍 | 마두리                                | 고양시 낙민동  | 마두동                                |
| 고양군 일산읍 | 백석리                                | 고양시 천청동  | 백석동                                |
| 고양군 일산읍 | 풍리·산황리                           | 고양시 풍산동  | 풍동·산황동                           |
| 고양군 벽제읍 | 벽제리·선유리·고양리·대자리 일부      | 고양시 고양동  | 벽제동·선유동·고양동·대자동 일부      |
| 고양군 벽제읍 | 대자리 일부·관산리·내유리             | 고양시 관산동  | 대자동 일부·관산동·내유동             |
| 고양군 벽제읍 | 사리현리·지영리·설문리·문봉리·성석리  | 고양시 고봉동  | 사리현동·지영동·설문동·문봉동·성석동  |
| 고양군 지도읍 | 토당리 일부·내곡리·대장리·신평리      | 고양시 능곡동  | 토당동 일부·내곡동·대장동·신평동      |
| 고양군 지도읍 | 화정리                                | 고양시 화정동  | 화정동                                |
| 고양군 지도읍 | 토당리 일부·행주내리·행주외리         | 고양시 행주동  | 토당동 일부·행주내동·행주외동         |
| 고양군 지도읍 | 행신리·강매리                         | 고양시 행신동  | 행신동·강매동                         |
| 고양군 화전읍 | 화전리 일부·덕은리 일부·향동리        | 고양시 화전동  | 화전동 일부·덕은동 일부·향동동        |
| 고양군 화전읍 | 화전리 일부·현천리·덕은리 일부        | 고양시 대덕동  | 화전동 일부·현천동·덕은동 일부        |
| 고양군 송포면 | 대화리·법곳리                         | 고양시 송포동  | 대화동·법곳동                         |
| 고양군 송포면 | 덕이리·가좌리·구산리                  | 고양시 송산동  | 덕이동·가좌동·구산동                  |
- 1993년 5월 18일 주엽동 신설하였다.
- 1993년 6월 1일 중동을 일산2동, 일산동을 일산1동, 천청동을 백석동, 백마동을 마두1동, 낙민동을 마두2동으로 명칭 변경하였다.
- 1994년 7월 1일 성사동을 성사1,2동, 주엽동을 주엽1,2동으로 분동하였다.
- 1995년 3월 13일 일산1동을 일산1동, 일산3동으로 분동하였다.
- 1996년 1월 3일 일산4동, 대화동, 장항2동, 행신2동 신설하였다.

| 고양시 조례 제303호 고양시구설치와관할구역에관한조례 |
| 신 행정구역 (법정동) |
| 덕양구 주교동, 성사동, 원당동, 신원동, 원흥동, 도내동, 북한동, 효자동, 지축동, 오금동, 삼송동, 동산동, 용두동, 고양동, 벽제동, 선유동, 대자동, 관산동, 내유동, 내곡동, 대장동, 신평동, 토당동, 화정동, 행주내동, 행주외동, 행신동, 강매동, 향동동, 화전동, 덕은동, 현천동 |
| 일산구 식사동, 일산동, 탄현동, 풍동, 산황동, 백석동, 마두동, 장항동, 주엽동, 대화동, 사리현동, 지영동, 문봉동, 설문동, 성석동, 법곳동, 구산동, 가좌동, 덕이동 |
- 1996년 10월 21일 화정동을 화정1,2동으로 분동하였다.
- 2003년 2월 3일 행신1,2동을 행신1,2,3동, 일산1동을 일산1동, 탄현동으로 분동하였다.
- 2005년 5월 16일 일산구를 일산동구와 일산서구 등 별개로 분구하였다.[5]

| 고양시 조례 제892호 |
| 신 행정구역 (법정동) |
| 일산동구 식사동, 중산동(일산동 분동), 정발산동(일산동 분동), 풍동, 산황동, 백석동, 마두동, 장항동, 사리현동, 지영동, 문봉동, 설문동, 성석동 |
| 일산서구 일산동, 탄현동, 주엽동, 대화동, 법곳동, 구산동, 가좌동, 덕이동                                                                     |
- 2005년 5월 16일 일산2동을 일산2동, 중산동으로 분동하였고, 일산4동을 정발산동으로 명칭변경하였다.
- 2006년 10월 29일 백석동을 백석1,2동으로 분동하였다.
- 2018년 7월 1일 신도동을 삼송동으로 개칭하였다.
- 2022년 1월 3일 : 덕양구 흥도동과 삼송동을 흥도동, 삼송1동, 삼송2동으로, 덕양구 행신3동을 행신3동, 행신4동으로, 일산동구 중산동을 중산1동, 중산2동 으로, 일산서구 탄현동을 탄현1동, 탄현2동으로 분동, 일산서구 송산동을 덕이동, 가좌동으로 분동하였다.